# Bezdédtelek

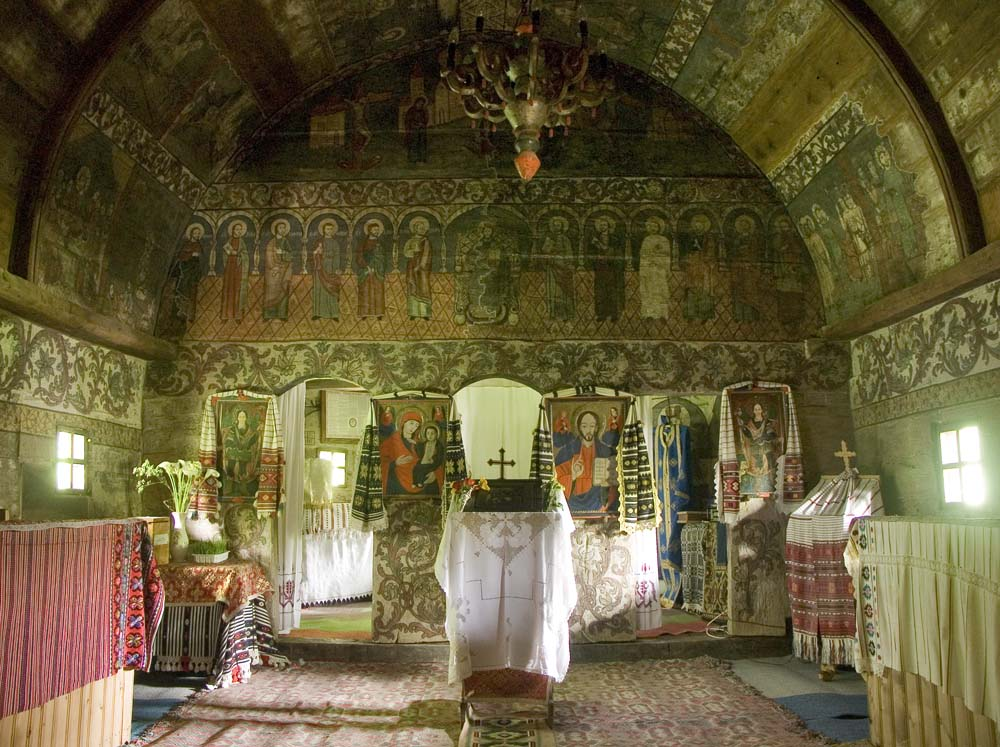
Bezdédtelek, gör.kat. templombelső

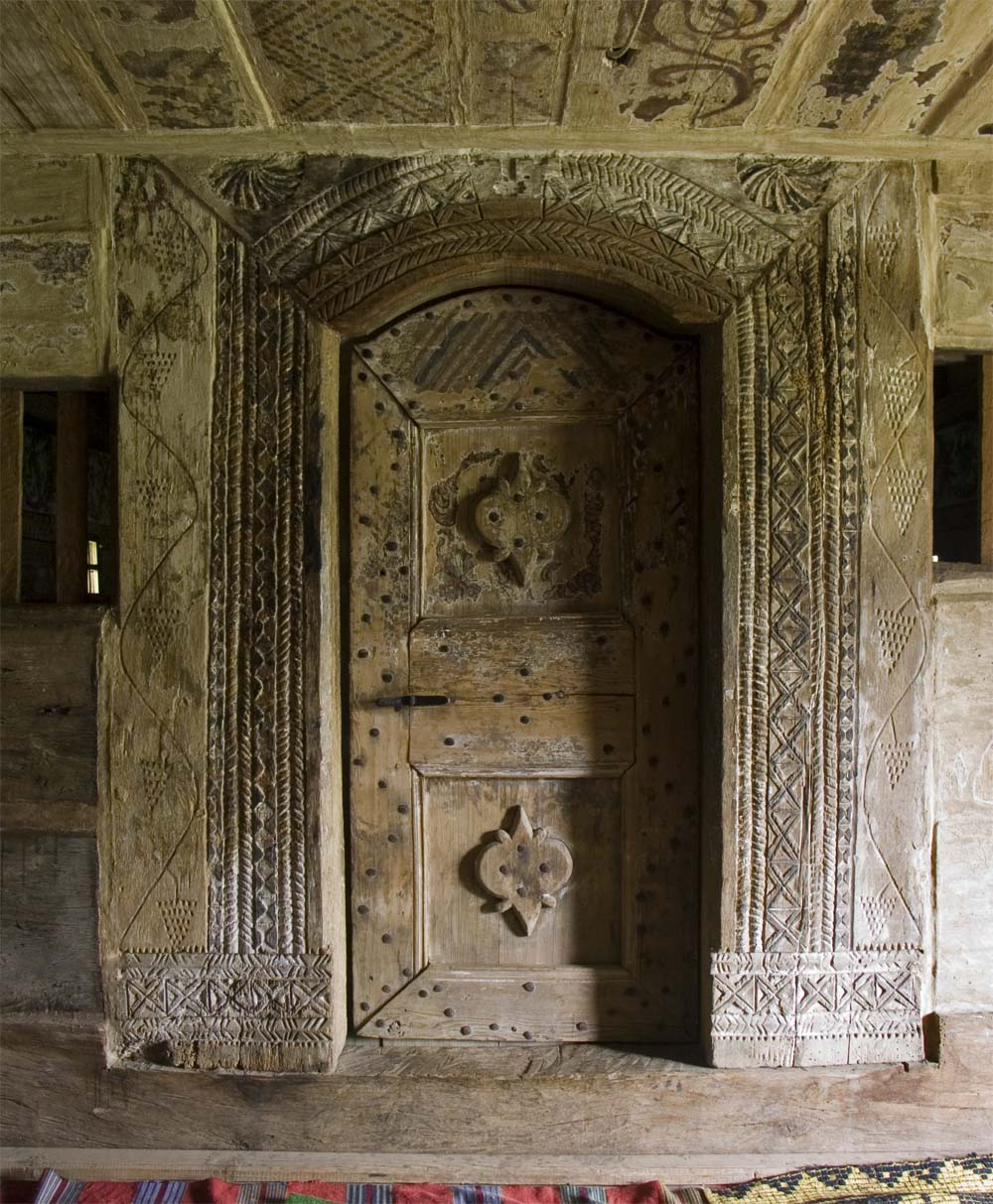
A templomajtó faragásai

Bezdédtelek település Romániában, Szilágy megyében.

## Fekvése
Szilágy megyében, Csákigorbótól keletre, Gorbósalamon és Aszó között fekvő település.

## Nevének eredete
Nevét valószínűleg Bezdéd nevű alapítójától vette. De származtatják a Bezdedov szláv szóból is, melynek jelentése: ősök nélkül való, nem nemes.

## Története
A település és környéke már ősidők óta lakott helynek számít. A Valya Nádis határrészben a leírások szerint még az 1800-as évek végén is látható volt egy kő, melyet a dákok idejéből való áldozati kőnek, (oltárnak) tartottak.
Nevét az oklevelek 1336-ban említették először Bezdidtelek, Bezdedtelek néven.
1378-ban Bezdégh, 1591-ben Bezdégh, 1593-ban Bezdéd néven írták.
A település első birtokosai a Zsombor nemzetség tagjai: Sombor fia Gyula, Gyula fia János és Pál fia András voltak.
1336-ban Bezdédet a Sombor nemzetség tagjai Pogány Istvánnak adták cserébe.
1378-ban I. Lajos királyra szállt, aki azt Bebek Györgynek és  Imrének adományozta.
1509-ben Bebek János birtokát zálogba adta Somi Józsának.
1560-ban II. János király Bebek Ferenc birtokának felét Báthory Kristófnak adományozta. A birtok másik felét Balassa Izsó fia kapta meg.
1590-1591-ben néhai Balassa Margit első férjétől Bornemissza Benedektől való gyermekei: Zsigmond, Anna, Zsófia Saffarith Györgyné, valamint második férjétől Kendi Gábortól való fiai Kendy István és Gábor kapták. 
1595-ben Báthory Zsigmond a hűtlenségbe esett Kendy Gábor itteni részét Bocskai Istvánnak adományozta, majd azt hűtlenség miatt elvette tőle, és 1600-ban Csáky Istvánnak adományozta, a Csákyaké volt még az 1600-as évek végén is.
1743-ban gróf Csáky Imre utód nélküli halálával itteni birtokát gróf Csáky Borbála báró Bornemissza Jánosné, Kata báró Haller Györgyné, Lázár Druzsánna, Henter Dávidné és Lázár Gábor, Antal és Ádám kapták. 
1886-ban 798 lakosa volt, melyből 775 görögkatolikus, 4 római katolikus, 3 református, 16 zsidó volt.
1891-ben 857 lakosából 837 görögkatolikus, 1 görögkeleti, 1 református, 15 izraelita, 3 egyéb. A házak száma 146 volt. Határa 2685 kataszteri hold.
A trianoni békeszerződés előtt Bezdédtelek Szolnok-Doboka vármegye Csákigorbói járásához tartozott.

## Nevezetességek
- Görögkatolikus temploma - 1784-ben épült a falu déli részén, 1786-ban szentelték fel Mihály és Gábor arkangyalok tiszteletére. Anyakönyvet 1826-tól vezetnek.
- Itt született 1828-ban Alexandru Papiu Ilarian román történész, politikus, az 1848–49-es erdélyi forradalom egyik vezetője, majd a Iași-i egyetem tanára.